# Bukoba (Distrikt)
Bukoba (auch Bukoba Vijijini genannt) ist ein Distrikt in der tansanischen Region Kagera mit dem Verwaltungszentrum in der Stadt Bukoba. Der Distrikt grenzt im Norden an Uganda, im Osten an den Distrikt Bukoba (MC) und an den Victoriasee, im Süden an den Distrikt Muleba, im Westen an den Distrikt Karagwe und im Nordwesten an den Distrikt Missenyi.

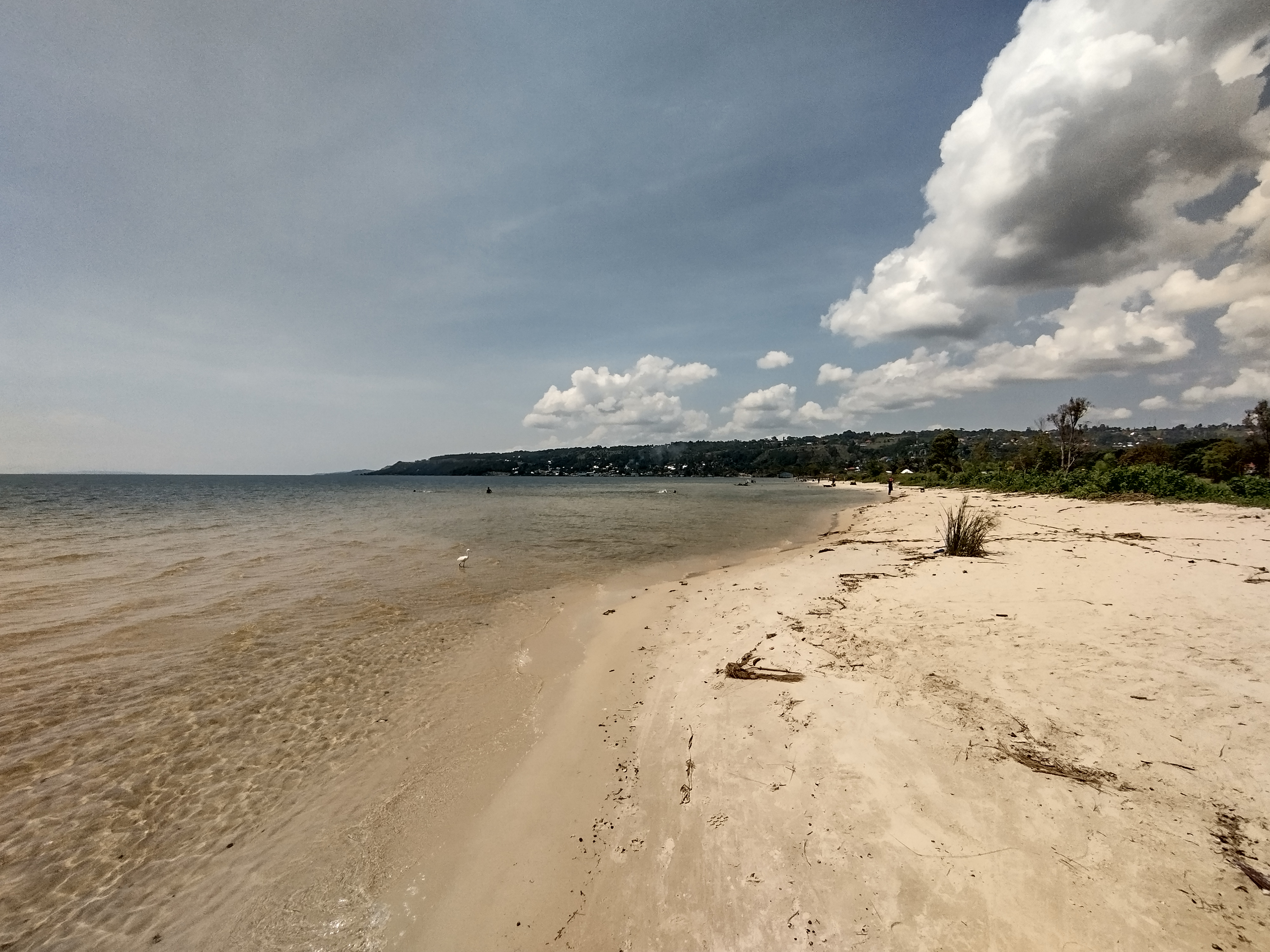
Strand am Victoriasee

## Geographie
Der Distrikt Bukoba hat eine Größe von 2844 Quadratkilometer und 322.448 Einwohner (Volkszählung 2022). Von der Fläche entfallen 300 Quadratkilometer auf den Victoriasee und den Ikimba-See. Die Landschaft ist gekennzeichnet durch drei Gebirgskämme, die von Norden nach Süden verlaufen. Der östlichste Rücken bildet die Bumbire Inseln, die sechzehn Kilometer vor der Küste im Victoriasee liegen. Der zweite Kamm bildet das steile Seeufer. Er ist mit 1200 Meter über dem Meer nicht viel höher als der See, der 1125 Meter hoch liegt. Der dritte Kamm im Westen erreicht eine Höhe von 1560 Meter. Zwischen dem zweiten und dem dritten Kamm liegt das Tal des Flusses Ngono.
Das Klima ist tropisch, Am nach der effektiven Klimaklassifikation. Es gibt fast das ganze Jahr über signifikanten Regen, nur in den Monaten Juli bis August sind die Niederschläge mit rund 50 Millimeter im Monat gering. Im Jahresdurchschnitt fallen 700 bis 1250 Millimeter Regen. Die Durchschnittstemperatur liegt bei 21 Grad Celsius.

## Geschichte
Der Distrikt wurde im Jahr 1958 gegründet.

## Verwaltungsgliederung
Bukoba besteht aus dem einen Wahlkreis (Jimbo) Bukoba Vijijini und 29 Bezirke (Wards):
- Behendangabo
- Bujugo
- Butelankuzi
- Ibwera
- Izimbya
- Kaagya
- Kaibanja
- Kanyangereko
- Karabagaine
- Kasharu
- Katerero
- Katoma
- Katoro
- Kemondo
- Kibirizi
- Kikomelo
- Kishanje
- Kishogo
- Kyaitoke
- Kyamulaile
- Maruku
- Mikoni
- Mugajwale
- Nyakato
- Nyakibimbili
- Rubafu
- Rubale
- Ruhunga
- Rukoma

### Bevölkerung
Die Bevölkerungszahl wuchs von 2002 bis 2012 um 38 Prozent, hier die Wachstumszahlen im Vergleich zum Stadt-Distrikt Bukoba (MC):
| Council     | Einwohner 2002 | Einwohner 2012 | Einwohner 2022 |
| ----------- | -------------- | -------------- | -------------- |
| Bukoba      | 241.234        | 289.697        | 322.448        |
| Bukoba (MC) | 80.868         | 128.796        | 144.938        |

| Von den fast 3000 Quadratkilometer Gesamtfläche sind 1045 für Ackerbau geeignet, 620 sind Weideflächen, 879 sind Wald oder Fels und 300 Quadratkilometer sind Wasserflächen. Die Landwirtschaft mit Ackerbau und Viehzucht ist die wichtigste Wirtschaftsform. Daneben wird Imkerei betrieben, auch Tourismus und Industrie spielen eine Rolle. Die größeren Industriebetriebe beschäftigen sich mit der Herstellung und Verarbeitung von Zucker, Kaffee und Fisch. - Landwirtschaft: Auf dem Land hält jede zweite Familie auch Nutztiere, in der Stadt etwa 15 Prozent. Am häufigsten gehalten werden Hühner und Ziegen. - Fischerei: Die wichtigsten Fische sind der Nilbarsch und der Tilapia. Dieser wird auch in Fischteichen gezüchtet, da die Erträge in den Seen und Flüssen wegen Überfischung und sinkender Wasserstände zurückgehen. - Forstwirtschaft: Die Forstwirtschaft beinhaltet die Erzeugung von Brennholz, Bauholz und Holzkohle. | Hier fehlt eine Grafik, die leoder im Moment aus technischen Gründen nicht angezeigt werden kann. Wir arbeiten daran! |

- Straßen: Im Distrikt gibt es 274 Kilometer Nationalstraßen sowie 224 Kilometer befestigte und 263 Kilometer unbefestigte Regionalstraßen.[4] Die wichtigste Straße ist die Nationalstraße T4, die von Mwanza im Süden kommend nach Uganda führt.[10]

## Naturschutzgebiete, Sehenswürdigkeiten
- Victoriasee: Im Osten hat der Distrikt einen fast 300 Quadratkilometer großen Anteil am Victoriasee.[4] Bekannt ist die Felseninsel Musira, die früher eine Gefängnisinsel war.[11]
- Katuruka: Hier wurde der älteste Eisenschmelzofen Südostafrikas gefunden. Er stammt aus dem 5. Jahrhundert vor Christus.[11]